# Utazási betegség
Az utazási betegség, orvosi nevén kinetózis egy tünetegyüttes, amit többnyire a látási ingerek és az egyensúlyérzékelés közötti ellentétek okoznak. A helytől függően a neve lehet tengeribetegség, vagy légi betegség is (de autóban való utazáskor is jelentkezhet). Előidézhető számtalan más módon, például vidámparkban a hullámvasúton, vagy űrhajóskiképzés során a centrifugában való tartózkodással.
Jellemző tünetei: fáradtságérzés, kábultság, tompaság, szédülés, rossz közérzet, hányás. Ha a tüneteket kiváltó mozgás nem szűnik meg, az alany öklendezik. A betegség, vagy rossz (esetleg túl sok) étel/ital által kiváltott hányással ellentétben az utazási betegség során ez nem hoz megkönnyebbülést, és a szédülés sem enyhül.
Az utazási betegség csak elnevezésében „betegség”, valójában tünetegyüttesről van szó, tehát hagyományos értelemben a páciens nem gyógyítható. A tüneteket és az előfordulást azonban lehet csökkenteni.

## Előfordulása
Nagyjából minden harmadik embernél ez a probléma már enyhe mozgás esetén is jelentkezhet (ilyen lehet például a csendesen hullámzó tengeren, álló hajón való tartózkodás), de keményebb körülmények között három emberből kettő érintett (a tünetek állatok esetén is jelentkezhetnek, de azt külön nem tárgyaljuk). Egyensúlyszervvel nem rendelkező élőlények, vagy azok, akiknél az súlyos zavart szenved, immunisak az utazási betegséggel szemben.
Hajón a zárt kabinban való tartózkodás, különösen, ha a horizont nem látható, elősegíti a tünetek jelentkezését. A hajó hirtelen billegése, gyors irányváltoztatása (függőleges vagy vízszintes irányban) szintén kiprovokálja a tüneteket. Hasonlóképpen egy szerpentinen gyorsan mozgó autóban hamarabb jelentkeznek a tünetek, mint egy ugyanazon az úton, de lassabban haladó járműben. Gyorsítja a tünetek jelentkezését, ha az utas nem a látóhatárt nézi, hanem lefelé néz, például egy térképet vagy egy könyvet olvas, vagy számítógépezik.

## Feltételezett oka
A legelterjedtebb hipotézis szerint a jelenség az agynak az idegmérgekkel (neurotoxinok) szembeni védekezésének téves működéséről van szó.
Az emberi agy agytörzsi hányásközpontjában található area postrema a felelős a hányás megindításáért, ha a szervezet mérgezésének gyanúja merül fel, vagy ha a látás és az egyensúlyérzékelés ellentétbe kerülnek egymással. Mozgás érzékelése esetén, ha azt a látás nem erősíti meg (például egy hajó kabinjában, ha a látóhatár érzékelésére nincs mód), a belsőfül azt jelzi az agy számára, hogy mozgást észlel, a szem viszont arról tudósít, hogy a környezethez képest az alany nem mozog. Az ellentmondást az agytörzs úgy oldja fel, hogy hallucinációról van szó (amit rendszerint mérgezés okoz), és hányásra ad utasítást, hogy a méreganyagot a szervezetből eltávolítsa.

## Típusai
- A tüneteket mozgásérzet váltja ki, amit a látás nem erősít meg
- A tüneteket mozgás váltja ki, ami látható, de nem érzékelhető
- A tüneteket a mozgásérzékelő- és a látórendszer közötti ellentmondás váltja ki

### A mozgás érzékelhető, de a látás nem erősíti meg
Ezekben az esetekben a vesztibuláris rendszer érzékeli a test mozgását, de azt a látás csak kis mértékben vagy egyáltalán nem erősíti meg.

#### Autóban való rosszullét
Elsősorban akkor áll elő, ha az alany olvas, térképet néz, a laptopját használja, tehát nem az autón kifelé, hanem lefelé néz. A szemek ilyenkor az autó mozdulatlan belsejét érzékelik, az egyensúlyszerv azonban az autó mozgását jelzi az agy számára (például a kanyarokban, vagy akár egy-egy bukkanón való áthaladáskor). A tünetek enyhíthetők vagy teljesen megszüntethetők, ha az alany időről időre kinéz az autóból.

#### Légi betegség
Alapvetően ugyanaz a kiváltó oka, mint az autóban való utazásnál, de gyakorisága nagyobb lehet annál. Az idő nagy részében az utas ritkán látja a horizontot, szemével nem érzékeli a repülőgép mozgását, a környezetében lévő tárgyak nyugalomban vannak, azonban a fülben lévő egyensúlyszerv és az izmok változó feszessége arról tudósítja az agyat, hogy a test mozgásban van. A látás és az egyensúlyérzékelés közti különbség a kisebb széllökések, függőleges „huppanók” esetén fokozódhat. Valamelyest javíthat a helyzeten az ablakon való kinézés és a mozgás megfigyelése a felhőkhöz viszonyítva, vagy ha alacsonyabb magasságon a földfelszín látható.

#### Tengeribetegség
A tengeribetegség az utazási betegség egyik formája, ami a tengereken való utazáskor nyilvánul meg. Ez a legrégebbi kifejezés erre a tünetegyüttesre, mivel első ízben a tengeren hajózva figyelték meg a tengerészeken. Megjegyzendő, hogy a tengeribetegséghez természeténél fogva nem lehet „hozzászokni”, tehát tapasztalt tengerjárókon is jelentkezhet. A hajó előre-hátra bólintó, jobbra-balra billegő mozgása, illetve a nagyobb hullámokon való le- és felsiklás a tünetek elsődleges kiváltó oka, de hozzájárul a látóhatár látványának elvesztése is (például a tengeren nem ritka ködös, párás időben). A kisebb hajók állandó, nem szűnő, kissé rendszertelen mozgása a tünetegyüttest az utazás során hosszabb ideig fenntarthatja.

#### Centrifuga
Katonai vadászrepülők és űrhajósok kiképzése során alkalmazzák a centrifugában való tartózkodást a későbbi repülés során létrejövő gyorsuláshoz való hozzászoktatás céljából. A túl erős negatív reakciók (például ájulás) akár kizárást is jelenthetnek a kiképzés szempontjából. Több tengely mentén forgó eszközök egyes vidámparkokban is kipróbálhatók. Ezekben nem a gyorsulás, hanem a rendszertelen, kiszámíthatatlan mozgás okoz szédülést és rosszullétet, ami csak a nézők számára szórakoztató. A centrifugában ugyancsak jelentkezik az a kiváltó ok, hogy az alany szemmel nem érzékel mozgást, az egyensúlyszerve azonban hátrafelé irányuló erőt érzékel, tehát ez a kétféle érzékelés ellentmondásba kerül egymással.

#### Szédülés forgás után
Ha valaki a függőleges tengely körül forgást végez, majd a forgás hirtelen abbamarad, a belsőfülben lévő folyadék egy ideig még megtartja a mozgási energiáját, így az agy felé mozgási érzést közvetít, ugyanakkor a szem álló helyzetet jelez. Az eredmény szédülés (az eredmény kellemes is lehet, a gyermekek szeretik; egy játszótereken előforduló eszköz lehetővé teszi ennek átélését).

### A mozgás látható, de nem érzékelhető
Ezekben az esetekben a szem mozgást lát, és ezt közvetíti az agy felé. Ugyanakkor a vesztibuláris rendszer nem érzékeli a mozgást, vagy csak minimális mértékben.

#### Filmek és videójátékok által kiváltott tünetek
Elsősorban az arra érzékeny egyéneken jelentkezik, filmek nagy felületen való nézésekor (például IMAX), de előállhat nagy méretű otthoni tévén való filmnézéskor is. Az újdonságok kedvéért a panorámamozik gyakran amúgy is drámai mozgásokat mutatnak be, például a földfelszín fölötti alacsony, nagy sebességű repülést, és hasonlókat. Az ebből fakadó rosszullétet nincs mód elkerülni, ha az alany teljes látóterét betölti a mozgást ábrázoló képsorozat. A szem behunyása segíthet, illetve házimozi esetén a tekintet elfordítása.
Amatőr videók (és egyes filmek) esetén gyakori, hogy a felvételt készítő kamera mozgásban van, ez a nézők számára a kép remegésében nyilvánul meg, és ez is rosszullétet okozhat (emellett idegesítő is). Módjával kell bánni a zoomolás alkalmazásával is, mivel normál körülmények között az emberi szem erre nem képes, tehát ez is mozgási ingert közvetít az agy felé, és kellemetlen tüneteket válthat ki a nézőben. A felvételt készítő számára ez másképp nyilvánul meg, mivel ő átéli a mozgást, tehát számára a kétféle érzékelés (a látás és a mozgás) összhangban van egymással.
A majdani nézőkre gondolva a negatív hatások csökkenthetők néhány egyszerű szabály betartásával: amikor a felvételt készítő egy helyben áll és lehetősége van rá, használjon állványt, vagy a kamerát tartó kezét támassza meg valahol; a kamerán be kell kapcsolni a képremegést csökkentő funkciót; módjával kell bánni a zoomolás sebességével (kis változás esetén a negatív hatás kisebb, vagy egyáltalán nem jelentkezik); kerülni kell a mozgó járműből, különösen hajóból a távoli célpontok filmezését, még akkor is, ha azok szilárdan állnak a talajon, mivel a néző a hajó mozgását a képen fogja érzékelni.

#### Szimuláció által kiváltott rosszullét
A számítógépes videójátékok, játékkonzolok használata közben kiváltott rosszullét megnevezésére alkalmazzák ezt a kifejezést.
A magyarázat ugyanaz: a szem erőteljes mozgást közvetít az agy felé, amit a mozgásérzékelő rendszer nem erősít meg. A következmény kábultság, szédülés, hányás lehet. A University of Minnesota kutatói által végzett egyik vizsgálat során a hallgatóknak a Halo játékkal kellett játszaniuk legfeljebb 1 órát. Ennek befejezése után a résztvevők 50%-a rossz közérzetre panaszkodott.
Az amerikai hadsereg számára a U.S. Army Research Institute 1995-ben végzett ilyen irányú kutatást katonai pilóták részvételével. A 742 résztvevő közül 334 számolt be valamilyen tünetről, ami a repülésszimulátor használata után jelentkezett, és sokuknál csak több óra elteltével múlt el.

#### Virtuális valóság
A virtuális valóságban való ténykedés is kiválthatja a tüneteket, mivel a látás a külső valóság felé teljesen blokkolva van (a résztvevő többnyire sisakot visel, és a szeme előtt képernyő van, amin a virtuális valóság látható). A hatást tovább fokozza, ha a részt vevő alany háromdimenziós képet lát, és sztereó hanghatást érzékel. Kutatások szerint a virtuális valóságban a forgó mozgás látványa növeli a szédülés és az egyéb negatív tünetek előfordulását.

#### Űrbetegség
Az űrbetegség az űrhajózás kezdetén még ismeretlen fogalom volt, elsősorban azért, mert a helyszűke miatt az űrhajós gyakorlatilag mozdulatlan volt egész idő alatt. A jelenség akkor vált ismertté, amikor az űrhajós az űrhajóban már viszonylag szabadon mozoghatott. Az első szenvedő alany German Tyitov volt, aki 1961 augusztusában a Vosztok–2 űrhajó fedélzetén repült, és szédülésről, rosszullétről számolt be, több ízben hányt is. Frank Borman, az Apollo–8 és Russell Schweickart, az Apollo–9 űrhajóban szenvedte meg a tüneteket, amik olyan komolyan akadályozták a feladatok végrehajtását, hogy a küldetési tervet menet közben módosítani kellett. A Space Shuttle legénységének 60%-a az első utazása során hasonló tünetekről számolt be.

## Kezelése
Sok óvintézkedés és javaslat ismert a tünetek megelőzésére.

### Aktivitás
A legegyszerűbb megelőzési mód a mozgó jármű ablakán való kinézés, és a látóhatár figyelése a haladás irányában. Ez a belső egyensúlyszerv számára kiegészítő információt szolgáltat a test mozgásáról. Sötétben, vagy zárt térben segíthet a szemek lehunyása (még inkább a szundítás). Ez feloldja a konfliktust a látás és a belsőfül információi között (a belsőfül működését akaratlagosan nem tudjuk kikapcsolni), továbbá a rágondolást is megszünteti (ami általában erősíti a tüneteket). A friss, tiszta levegő enyhítheti a tüneteket, bár ez valószínűleg annak köszönhető, hogy a rossz, elhasznált levegő vagy a kellemetlen szagok nem jutnak be a szervezetbe.

### Gyógyszerek
Gyógyszereket csak orvosi előírásra, az előírt adagolást betartva szabad használni. Például a szkopolamin hatásosnak számít, de ugyanakkor halálos méreg.
A szédülésre és rosszullétre egyéb esetekben alkalmazott szerek általában hatástalanok az eltérő kiváltó okok miatt. Ilyen például a metoklopramid és a proklórperazin. Az anti-hisztamin hatóanyagok, mint a prometazin, hatásosak, bár kábultságot, álmosságot okozhatnak.
A gyömbérnek általában a szédülés, nőknél a terhesség elején jelentkező „reggeli rosszullét” elleni jótékony hatása régóta ismert. Egy klinikai tanulmány szerint a gyömbér kristályosított formában, kapszula alakjában való bevétele, vagy a gyömbértea ivása is csökkenti a szédülés jelentkezését.
Az Állítólag… (eredeti címén: MythBusters) című televíziós sorozatban is kipróbálták a gyömbért a mozgás kiváltotta szédülés ellen, és hatásosnak találták.
A gyömbér a (gyomor alján található) gyomorkapura fejt ki nyugtató hatást. A nyugtató hatás egyik következménye, hogy a gyomortartalom el tud indulni a vékonybél felé (a hányás egyik oka lehet, ha a gyomortartalom nem tud továbbhaladni).

### Elektronikus eszközök
Minthogy az űrhajósoknál gyakran jelentkeznek a tünetek, a NASA kiterjedt kutatást végzett a tünetek csökkentése céljából. Egy ígéretes kísérleti berendezés a szem előtt viselt LCD, amin stroboszkóphatás látható 4 Hz frekvenciával és 10 ezredmásodperc felvillanással.

## Fordítás
- Ez a szócikk részben vagy egészben  a   Motion sickness című angol Wikipédia-szócikk fordításán alapul.  Az eredeti cikk szerkesztőit annak laptörténete sorolja fel. Ez a jelzés csupán a megfogalmazás eredetét és a szerzői jogokat jelzi, nem szolgál a cikkben szereplő információk forrásmegjelöléseként.